# Plantersville, Mississippi
Plantersville là một thành phố thuộc quận Lee, tiểu bang Mississippi, Hoa Kỳ. Năm 2010, dân số của thành phố này là 1 155 người.

## Dân số
- Dân số năm 2000: 1 275 người.
- Dân số năm 2010: 1 155 người.